# Скверное начало
Скверное начало (англ. The Bad Beginning) — новелла Лемони Сникета (настоящее имя Дэниел Хэндлер), первая из тринадцати книг серии «33 несчастья». В ней рассказывается история трёх детей, Вайолет, Клауса и Солнышка Бодлеров, которые осиротели после пожара и были отправлены жить к своему дальнему родственнику Графу Олафу.

## Сюжет
Первая глава романа знакомит нас с главными персонажами: Вайолет, 14-летней изобретательницей, Клаусом, её 12-летним братом, книгочеем, и малышкой Солнышком Бодлер, младенцем возрастом около 2 лет с необычайно сильными зубами, которыми она кусает всё, что ей попадается под руку.
Дети решают провести обычный день на пустом большом пляже. Но, пока они наслаждались одиночеством, происходит несчастье: их родители, Бодлеры-старшие, погибли во время пожара, уничтожившего Бодлеровский особняк и всё их имущество; приехавший на пляж банкир Артур По сообщает детям, что они стали сиротами. Как душеприказчик Бодлеров, мистер По обязан найти новый дом для детей.
Несколько дней Бодлеры проводят с мистером По и его женой Полли, проживая в одной комнате с его отвратительными детьми — сыновьями Эдгаром и Альбертом. Все трое Бодлеров глубоко несчастны и опечалены внезапной потерей самых близких людей, но банкир держится отстранённо и лишь сообщает, что в соответствии с волей их родителей детям найдут опекуна. Троих ребятишек отправляют к их очень дальнему родственнику, Графу Олафу, театральному актёру, который живёт в огромном доме.
Когда машина прибывает к дому графа, детей встречает Судья Штраус, работающая в Верховном суде. Вайолет ошибочно принимает её за жену Олафа, однако Штраус поспешно объясняет, что она лишь его соседка, и показывает детям и мистеру По огромный особняк Олафа, выглядящий заброшенным и обветшалым, с вырезанным на передней двери огромным глазом.
Дети вскоре узнают, что Олаф взял их под свою опеку, ошибочно полагая, что вместе с правом на опекунство он получит и их огромное наследство, но лишь Вайолет сможет получить его в день своего совершеннолетия. Когда Олаф понимает, что не сможет сейчас получить наследство Бодлеров, он начинает жестоко обращаться с детьми. Каждый день он оставляет список заданий, которые необходимо выполнить до его возвращения домой. Хотя дом просторный, сиротам дают только одну комнату и одну кровать на троих. И самое главное, им строго-настрого запрещено входить в башню Олафа.
Олаф говорит, что его театральная труппа придёт на ужин и Бодлеры должны приготовить еду. Дети решают приготовить пасту путтанеска и шоколадный пудинг. Тем же вечером труппа приходит в дом Олафа: человек с крюками вместо рук (далее Крюкастый), лысый мужчина с длинным носом (далее Лысый), две женщины с напудренными лицами и человек — не то мужчина, не то женщина. Олаф приходит в бешенство, когда узнаёт, что Бодлеры не приготовили ростбиф. Когда Клаус пытается возразить ему, Олаф бьёт мальчика по щеке и хватает Солнышко. Но тут же успокаивается и приказывает детям подать пасту.
На следующий день Бодлеры решают найти мистера По и рассказать о том, что Олаф ударил Клауса. Мистер По объясняет детям, что Олаф — их официальный опекун и может воспитывать их так, как считает нужным. На следующее утро Олаф говорит детям, что мистер По рассказал ему об их разговоре. Кроме того, дети будут играть в его постановке Удивительной свадьбы. Бодлеры не верят, что Олаф изменил своё отношение к детям из-за одного разговора, и решают во что бы то ни стало выяснить, что задумал их опекун. Для этого дети отправляются к Судье Штраус и ищут у неё в библиотеке информацию о законах наследования. Однако вскоре один из помощников Графа Олафа, Крюкастый, забирает детей из дома Судьи Штраус. Пока Крюкастый выходил на задний двор, чтобы забрать Вайолет и Солнышко, Клаус успел стащить из библиотеки Судьи Штраус книгу Матримониальное право и всю ночь изучал её.
При помощи взятой из библиотеки Судьи Штраус книги Клаус выясняет, что задумал Граф Олаф. Однако выясняется, что Олаф похитил Солнышко, посадил её в птичью клетку и вывесил клетку из окна башни. Он ставит Вайолет и Клауса перед выбором: либо Вайолет выйдет за Графа Олафа замуж на спектакле, либо Солнышко разобьётся. Вайолет выбирает первый вариант.
Ночью Вайолет сооружает альпинистскую кошку из карниза для штор и одного из платьев, купленных миссис По, и забирается в башню, чтобы спасти Солнышко. Однако её ловит Крюкастый и сообщает об этом Графу Олафу. Всех троих детей запирают в башне, а вечером они участвуют в спектакле. Вайолет говорит Да в присутствии судьи, которую играет Судья Штраус, и ставит свою подпись на свидетельстве о браке. После этого Граф Олаф объявляет, что Вайолет действительно стала его женой. Дождавшись, когда Солнышко отпустят, Вайолет заявляет, что это свидетельство недействительно, так как по закону она должна была дать ответ в присутствии мирового судьи и расписаться той рукой, какой обычно подписывает документы, но она правша, а расписалась левой рукой. План Олафа провалился, но ему удалось сбежать, когда один из его приспешников выключил свет в помещении. Судья Штраус хочет взять сирот Бодлеров под свою опеку, однако в завещании родителей сказано, что они должны находиться под опекой кого-нибудь из родственников. Мистер По увозит детей от Графа Олафа и ищет им новый дом.

## Культурные отсылки и литературные аллюзии
- Гай Юлий Цезарь — римский император, преданный и убитый сенатором и его близким другом Брутом.

- Эдгар По — имя сына банкира и душеприказчика Бодлеров, мистера По. Эдгар По — американский писатель-фантаст и знаменитый автор многочисленных романов и рассказов в жанре ужасов.

- Судья Штраус (в оригинале Юстиция) — соседка графа Олафа. Иоганн Штраус — австрийский композитор конца XIX века, «король вальса».

- Паста Путанеска — итальянский соус для спагетти.

- Макбет — название трагедии Вильяма Шекспира.

- Матримониальное право (лат. matrimonialis) — отрасль права, связанная с семейной жизнью, включая вопросы брака и женитьбы. Слово устарело и теперь чаще используется в шутливой форме.

- Чтобы жениться на Вайолет, граф Олаф приглашает Судью Штраус исполнить роль судьи в его постановке пьесы под названием «Удивительная свадьба» некоего Аль Функута. Возможно, здесь проводятся шуточные аналогии со знаменитой пьесой Бомарше «Безумный день, или Женитьба Фигаро».

## Критика о книге
Критики из Publishers Weekly сказали следующее: Автор использует формальный, истинно латинский английский и добивается такого потрясающего эффекта, что понять суть его пародий может даже читатель, не знакомый со старым языком.
Иллюстратор Бретт Хэлквист отметил, что Хэндлер пишет чрезвычайно подробно и удивительно элегантными фразами.
Library Journal оценил мастерство автора, как рассказчика, так и прозаика: Хоть злоключения персонажей иногда слишком нелепы, повествование насыщено таким искренним юмором и драматической иронией, что иногда у читателя просто искры летят из глаз из-за достоверности повествования.
В Kirkus Reviews подметили, что хоть мрачный тон повествования и вызывает искреннюю и самую глубокую симпатию к главным персонажам — трём детям-сиротам — он также вызывает чувство тошноты из-за насыщенности трагическими событиями.

## Аудиокниги
Было выпущено две аудиоверсии романа. Первая поступила в продажу в сентябре 2003 года, рассказчиком стал знаменитый актёр Тим Карри, а Дэниел Хэндлер (под псевдонимом Лемони Сникета) прочитал фрагмент текста Разговор автора с Леонардом С. Маркусом (англ. A Conversation Between the Author and Leonard S. Marcus)
Вторая версия вышла в октябре 2004 года сразу после премьеры фильма. Кроме Тима Карри, вновь исполнившего роль рассказчика, в озвучивании приняли участие звёзды экранизации — Джим Керри, Мерил Стрип и Джуд Лоу. В этой версии также звучит музыка и использованы различные звуковые эффекты.
Книга стала финалистом конкурса Audie Awards для детей в категории от 8 лет в 2005 году, а также номинировалась на премию Grammy Award в категории Лучший немузыкальный альбом для детей (англ. Best Spoken Word Album for Children 2005), 2005.
На русском языке также вышла аудиокнига, в исполнении Александра Клюквина.

## Ошибки переводчика
Основная ошибка Натальи Леонидовны Рахмановой при переводе «Скверного начала» — это не соблюдение аллитераций (повторений букв), которые встречаются в названиях книг и в самих книгах.
Например, оригинальное название книги The Bad Begginig. Н. Л. Рахманова перевела как «Скверное Начало», хотя можно было бы перевести, например, «Нехорошее Начало» или «Наихудшее Начало».
Название пьесы «Удивительная Свадьба» (англ. The Marvelous Marriage) можно было перевести как «Сногсшибательная Свадьба» или «Великолепное Венчание».
Mulctuary Money Management — Управление Денежных Штрафов (можно Департамент Денежных Дел или Министерство Монетарных Мер)
Doldrum Drive — Аллея Уныния (можно Депрессивная Дорога или Скорбный Сквер)
Fickle Fountain — Фонтан Каприз (можно Фальшивый Фонтан или Изменчивый Источник)
Fountain of Victorious Finance — Фонтан Денежной Победы (можно Фонтан Денежной Фортуны)
Subservient Financial Services — Подсобные Финансовые Услуги (можно Подсобная Финансовая Поддержка/Помощь)
Судью Штраус в оригинале зовут Justice Strauss. Justice — это имя собственное. Говорящее имя: justice переводится как «справедливость», «правосудие». Инициалы этого персонажа (а именно J.S.) имеют огромное значение для книги «Предпоследняя передряга». Но из-за того, что переводчица решила перевести имя, сюжетная линия с инициалами потеряла смысл. К счастью, Анастасия Бродоцкая, которая переводила «Предпоследнюю передрягу» сумела найти выход.